# Dallas Cup de 2023
O Super Grupo da Dallas Cup de 2023 foi realizado entre os dias 2 e 9 de abril, sendo a categoria principal da 44.ª edição deste torneio de futebol masculino sub-19, que ocorreu na cidade de Dallas, no Texas. O Midtjylland conquistou o título, o primeiro de sua história, ao vencer o São Paulo na decisão por 1 a 0.

## Formato e participantes
O ano de 2023 marcou o retorno do Super Grupo com 12 participantes, divididos em três grupos. Cada equipe enfrentou os outros integrantes de seu grupo, e os líderes de cada grupo, juntamente com o melhor segundo colocado, avançaram para as semifinais. Inicialmente, Arsenal e Toronto FC participariam da competição, mas desistiram e foram substituídos pelos norte-americanos Dallas Texans e Solar.
| Federação      | Equipe        | Títulos                     | Ref.  |
| -------------- | ------------- | --------------------------- | ----- |
| Brasil         | Botafogo      | —                           | [ 3 ] |
| Brasil         | São Paulo     | 3 (1995, 2007 e 2009)       | [ 4 ] |
| Costa Rica     | Alajuelense   | —                           | [ 5 ] |
| Dinamarca      | Midtjylland   | —                           | [ 6 ] |
| Espanha        | Barça Academy | —                           | [ 1 ] |
| Espanha        | Real Madrid   | 2 (1993 e 1994)             | [ 7 ] |
| Estados Unidos | Dallas Texans | —                           | [ 2 ] |
| Estados Unidos | FC Dallas     | 1 (2017)                    | [ 8 ] |
| Estados Unidos | Solar         | —                           | [ 2 ] |
| Inglaterra     | Fulham        | 1 (2013)                    | [ 1 ] |
| México         | Monterrey     | —                           | [ 9 ] |
| México         | Tigres UANL   | 4 (2003, 2011, 2018 e 2019) | [ 9 ] |

## Primeira fase
O Super Grupo teve início em 2 de abril, às 09 horas e 30 minutos, horário local, com o jogo inaugural entre Alajuelense e Solar, no Moneygram Park Soccer. Ao término da primeira fase, em 5 de abril, Real Madrid, São Paulo e Tigres garantiram as lideranças de seus respectivos grupos, avançando às semifinais de forma direta. O Midtjylland, por sua vez, se classificou como o melhor segundo colocado.

## Fases finais
Após a determinação dos classificados da fase inicial, as semifinais foram realizadas no Toyota Stadium, situado em Frisco, nos arredores de Dallas, em 7 de abril. O primeiro jogo foi disputado entre os europeus do Midtjylland e o Real Madrid, às 17 horas, horário local. O Midtjylland abriu o placar aos 14 minutos, porém o Real Madrid empatou poucos minutos depois e virou para 2 a 1 ainda no primeiro tempo. Entretanto, o time dinamarquês reverteu a vantagem no segundo tempo, empatando aos 57 e virando novamente o placar de pênalti aos 70. O mesmo placar se repetiu na segunda semifinal, onde o São Paulo eliminou o Tigres, do México. O time brasileiro começou o jogo marcando um gol com Newertton e ampliou no final do primeiro tempo com Drummond. No entanto, assim como no jogo anterior, o adversário reagiu no segundo tempo e alcançou o empate com Isaias Galvan e Diego Ojeda, o último gol aos 78 minutos. O tempo regulamentar terminou empatado e o jogo foi para a prorrogação. Newertton marcou novamente e classificou o São Paulo.
Dois dias depois das semifinais, Midtjylland e São Paulo se confrontaram na final, mais uma vez no Toyota Stadium. O time dinamarquês marcou o único gol do jogo aos 26 minutos do primeiro tempo, quando Malthe Melin chutou para a defesa do goleiro do São Paulo, mas este não conseguiu segurar o rebote. Por sua vez, o time brasileiro buscou o empate no segundo tempo, porém sem sucesso, em parte devido à atuação do zagueiro Mikkel Fischer, eleito o melhor jogador da partida. Com esse resultado, o Midtjylland se tornou o primeiro clube dinamarquês a conquistar um título da Dallas Cup.
|  | Semifinais             | Semifinais |   |  | Final                  | Final |  |
|  |                        |            |   |  |                        |       |  |
|  | Toyota Stadium, Frisco |            |   |  |                        |       |  |
|  | Real Madrid            | 2          |   |  |                        |       |  |
|  | Midtjylland            | 3          |   |  |                        |       |  |
|  |                        |            |   |  |                        |       |  |
|  |                        |            |   |  | Toyota Stadium, Frisco |       |  |
|  |                        |            |   |  | Midtjylland            | 1     |  |
|  |                        | São Paulo  | 0 |  |                        |       |  |
|  |                        |            |   |  |                        |       |  |
|  |                        |            |   |  |                        |       |  |
|  |                        |            |   |  |                        |       |  |
|  | Toyota Stadium, Frisco |            |   |  |                        |       |  |
|  | São Paulo              | 3          |   |  |                        |       |  |
|  | Tigres UANL            | 2          |   |  |                        |       |  |

- As equipes classificadas estão em negrito.

### Gerais
- «Classificação e Resultados da Dallas Cup de 2023» (em inglês). Dallas Cup. Consultado em 11 de maio de 2024. Cópia arquivada em 11 de maio de 2024

### Específicas
1. 1 2 3  «Former Super Group Champion Fulham FC to Compete at the 2023 Dallas Cup presented by Coca-Cola» (em inglês). Dallas Cup. 10 de março de 2023. Consultado em 11 de maio de 2024. Cópia arquivada em 7 de abril de 2024
2. 1 2 3  Caio Bibiano (3 de abril de 2023). «Em tour nos EUA, São Paulo sub-20 vence Fulham e filial do Barcelona na Dallas Cup». Esporte News Mundo. Consultado em 11 de maio de 2024. Cópia arquivada em 4 de abril de 2023
3. ↑  «Brazil's Botafogo to Compete in the 2023 Gordon Jago Super Group» (em inglês). Dallas Cup. 23 de novembro de 2022. Consultado em 11 de maio de 2024. Cópia arquivada em 7 de abril de 2024
4. ↑  «Three-time Super Group Champion São Paulo to Compete in the 2023 Dallas Cup presented by Coca-Cola» (em inglês). Dallas Cup. 10 de janeiro de 2023. Consultado em 11 de maio de 2024. Cópia arquivada em 7 de abril de 2024
5. ↑  «Costa Rica's L.D. Alajuelense Joins the 2023 Gordon Jago Super Group» (em inglês). Dallas Cup. 31 de janeiro de 2024. Consultado em 11 de maio de 2024. Cópia arquivada em 7 de abril de 2024
6. ↑  «Dallas Cup Debutant FC Midtjylland Set to Compete in the 2023 Gordon Jago Super Group» (em inglês). Dallas Cup. 12 de janeiro de 2023. Consultado em 11 de maio de 2024. Cópia arquivada em 7 de abril de 2024
7. ↑  «Storied La Liga Side Real Madrid CF to Compete at the 2023 Dallas Cup presented by Coca-Cola» (em inglês). Dallas Cup. 19 de janeiro de 2023. Consultado em 11 de maio de 2024. Cópia arquivada em 7 de abril de 2024
8. ↑  «Former Super Group Champion Fulham FC to Compete at the 2023 Dallas Cup presented by Coca-Cola» (em inglês). Dallas Cup. 10 de março de 2023. Consultado em 11 de maio de 2024. Cópia arquivada em 7 de abril de 2024
9. 1 2  «Liga MX Rivals Tigres UANL and CF Monterrey to Compete at the 2023 Dallas Cup presented by Coca-Cola» (em inglês). Dallas Cup. 22 de novembro de 2022. Consultado em 11 de maio de 2024. Cópia arquivada em 7 de abril de 2024
10. ↑  «Matchups Set for Friday at Toyota Stadium» (em inglês). Dallas Cup. 6 de abril de 2024. Consultado em 11 de maio de 2024. Cópia arquivada em 7 de abril de 2024
11. ↑  «Dallas Cup and Dallas Cup Girls' Invitational enter championship weekend» (em inglês). Soccer Wire. 7 de setembro de 2023. Consultado em 11 de maio de 2024. Cópia arquivada em 17 de abril de 2023
12. 1 2  «2023 Dallas Cup Girls' Invitational presented by Mary Kay Crowns its Four Champions» (em inglês). Dallas Cup. 7 de setembro de 2023. Consultado em 11 de maio de 2024. Cópia arquivada em 7 de abril de 2024
13. ↑  «São Paulo bate o Tigres-MEX e avança à decisão da Dallas Cup sub-19». Gazeta Esportiva. 8 de abril de 2023. Consultado em 11 de maio de 2024. Cópia arquivada em 15 de abril de 2023
14. ↑  «São Paulo busca o quarto título da Dallas Cup Sub-19». São Paulo Futebol Clube. 8 de abril de 2023. Consultado em 11 de maio de 2024. Cópia arquivada em 11 de maio de 2024
15. ↑  «São Paulo perde do Midtjylland-DIN e amarga vice da Dallas Cup sub-19». Gazeta Esportiva. 9 de abril de 2023. Consultado em 11 de maio de 2024. Cópia arquivada em 11 de abril de 2023
16. ↑  «Dallas Cup concludes 2023 event with round of hard-fought title matches» (em inglês). Soccer Wire. 10 de abril de 2023. Consultado em 11 de maio de 2024. Cópia arquivada em 9 de maio de 2024
17. ↑  «Denmark's FC Midtjylland Crowned Gordon Jago Super Group Champions to Cap off the 2023 Dallas Cup» (em inglês). Dallas Cup. 9 de abril de 2023. Consultado em 11 de maio de 2024. Cópia arquivada em 7 de abril de 2024